# My Tears Ricochet (pjesma Taylor Swift)
"My Tears Ricochet" je pjesma američke kantautorice Taylor Swift s njenog osmog studijskog albuma, Folklore (2022.). Pjesmu su producirali Swift, Jack Antonoff i Joe Alwyn. "My Tears Ricochet" unosi stilove rock glazbe kao što su arena/gothic i gospel. Produkcija uključuje slojevite vokale s inflektivnim zborom, meke sintisajzere i drhtave bubnjeve, donoseći zvučnu sliku koju su kritičari opisali kao proganjajuću i tužnu. Njegovi su stihovi pripovijedanje duha mrtve žene, koja svog ubojicu, kojega je nekada jako voljela, pronalazi na vlastitom sprovodu.
Kritičari su primili "My Tears Ricochet" s izvrsnim kritikama, koji su hvalili koncept, slike, emocije, vokale i produkciju. Nakon objavljivanja, pjesma je dosegla 16. mjesto američke Billboard Hot 100 ljestvice i među 15 najboljih ljestvica singlova u Australiji, Kanadi, Maleziji i Singapuru. "My Tears Ricochet" je uvršten na set listu Swiftove šeste glavne koncertne turneje, The Eras Tour (2023.).

## Pozadina
"My Tears Ricochet" bila je prva pjesma napisana za album, a napisala ju je sama Swift. Koproducent albuma Aaron Dessner smatrao je pjesmu "svjetionikom" za album. U intervjuu za Entertainment Weekly, Swift je rekla da su je, nakon prodaje njezinih master snimaka Scooteru Braunu, pokretale priče o razvodu, te je ugradila slike kraja braka u "My Tears Ricochet", pišući prve retke pjesme nakon gledanja filma Bračna priča iz 2019., koji govori o razvodu.
Swift je najavila svoj osmi studijski album, Folklore, 23. srpnja 2020. Otkrila je popis pjesama na kojem je "My Tears Ricochet" zauzeo peto mjesto. U uvodu koji je prethodio izdanju, Swift je opisao "My Tears Ricochet" kao slike "ogorčenog mučitelja koji se pojavljuje na sprovodu svog palog objekta opsjednutosti" i "bojnih brodova koji tonu u ocean, dolje, dolje, dolje".

## Zasluge
- Taylor Swift – vokal, pisanje pjesama, produkcija
- Jack Antonoff – prateći vokali, produkcija, snimanje, live bubnjevi, udaraljke, programiranje, električne gitare, klavijature, klavir, bas
- Joe Alwyn – produkcija
- Laura Sisk – snimanje
- John Rooney – pomoćnik inženjera
- Jon Sher – pomoćnik inženjera
- Serban Ghenea – miksanje
- Randy Merrill – mastering
- Evan Smith – saksofoni, klavijature, programiranje
- Bobby Hawk – gudači

## Ljestvice
| Ljestvice              | Najviša pozicija |
| ---------------------- | ---------------- |
| Australija             | 8                |
| Kanada                 | 14               |
| Malezija               | 7                |
| Portugal               | 79               |
| Singapur               | 7                |
| SAD                    | 3                |
| Švedska                | 97               |
| Ujedinjeno Kraljevstvo | 20               |